# Elecciones a la Cámara de Representantes de los Estados Unidos de 2010 en Carolina del Sur
Las elecciones a la Cámara de Representantes de los Estados Unidos de 2010 en Carolina del Sur fueron unas elecciones que se hicieron el 2 de noviembre de 2010 para escoger a los 6 Representantes por el estado de Carolina del Sur. De los 6 distritos congresionales en juego, 1 lo ganaron los Demócratas y 5 los Republicanos.